# Chaux-lès-Clerval
Pour les articles homonymes, voir Chaux.
Chaux-lès-Clerval est une ancienne commune française située dans le département du Doubs, en région Bourgogne-Franche-Comté. Au 1er janvier 2019, elle a fusionné avec Pays de Clerval pour former la commune nouvelle de Pays de Clerval.
Ses habitants sont appelés les Calcelois et Calceloises.

## Géographie

### Toponymie
Chaux en 1275 ; Chaulx au XVe siècle.
Chaux : provient d'un terme gaulois calmis ou calma « haut plateau dénudé, plateau rocheux ».

## Histoire
Claude Boisot, chanoine et chantre de l'église métropolitaine de Besançon, était prieur commendataire du prieuré Saint-Pierre de Chaux-lès-Clerval en 1749 ,.

## Politique et administration
| Période                                  | Période  | Identité         | Étiquette | Qualité   |
| ---------------------------------------- | -------- | ---------------- | --------- | --------- |
| mars 2001                                | 2014     | Marcel Vonin     |           |           |
| mars 2014                                | En cours | Catherine Lenoir | DVD       | Retraitée |
| Les données manquantes sont à compléter. |          |                  |           |           |

## Démographie
L'évolution du nombre d'habitants est connue à travers les recensements de la population effectués dans la commune depuis 1793. Pour les communes de moins de 10 000 habitants, une enquête de recensement portant sur toute la population est réalisée tous les cinq ans, les populations de référence des années intermédiaires étant quant à elles estimées par interpolation ou extrapolation. Pour la commune, le premier recensement exhaustif entrant dans le cadre du nouveau dispositif a été réalisé en 2004.

En 2016, la commune comptait 152 habitants, en évolution de −22,05 % par rapport à 2010 (Doubs : +1,88 %, France hors Mayotte : +2,11 %).
| 1793 | 1800 | 1806 | 1821 | 1831 | 1836 | 1841 | 1846 | 1851 |
| ---- | ---- | ---- | ---- | ---- | ---- | ---- | ---- | ---- |
| 257  | 253  | 248  | 235  | 291  | 259  | 302  | 293  | 290  |

| 1856 | 1861 | 1866 | 1872 | 1876 | 1881 | 1886 | 1891 | 1896 |
| ---- | ---- | ---- | ---- | ---- | ---- | ---- | ---- | ---- |
| 250  | 267  | 268  | 192  | 185  | 200  | 200  | 221  | 226  |

| 1901 | 1906 | 1911 | 1921 | 1926 | 1931 | 1936 | 1946 | 1954 |
| ---- | ---- | ---- | ---- | ---- | ---- | ---- | ---- | ---- |
| 174  | 182  | 192  | 206  | 157  | 177  | 147  | 152  | 173  |

| 1962 | 1968 | 1975 | 1982 | 1990 | 1999 | 2004 | 2006 | 2009 |
| ---- | ---- | ---- | ---- | ---- | ---- | ---- | ---- | ---- |
| 157  | 151  | 164  | 181  | 168  | 189  | 183  | 183  | 194  |

| 2014 | 2016 | - | - | - | - | - | - | - |
| ---- | ---- | - | - | - | - | - | - | - |
| 162  | 152  | - | - | - | - | - | - | - |

## Lieux et monuments
- L'église Saint-Pierre, avec son clocher comtois, recèle plusieurs éléments recensés dans la base Palissy : statues (sainte Anne et la Vierge, saint Pierre, saint Claude, Vierge à l'Enfant), bancs de chœur, stalles, cloche.
- Fontaine-lavoir-abreuvoir avec ses trois ouvertures arrière en arcade et sa pile de jet carrée.

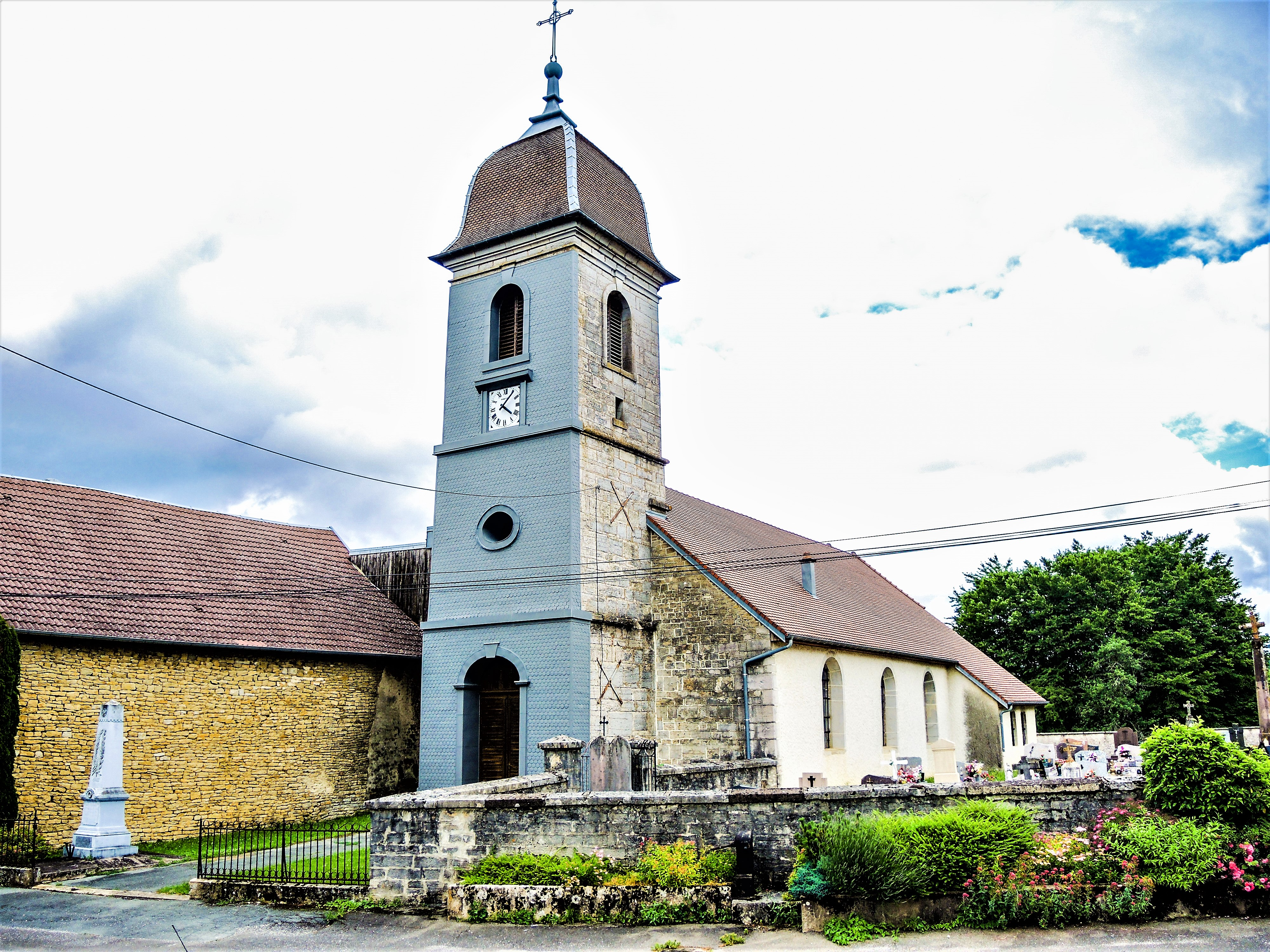
L'église Saint-Pierre.
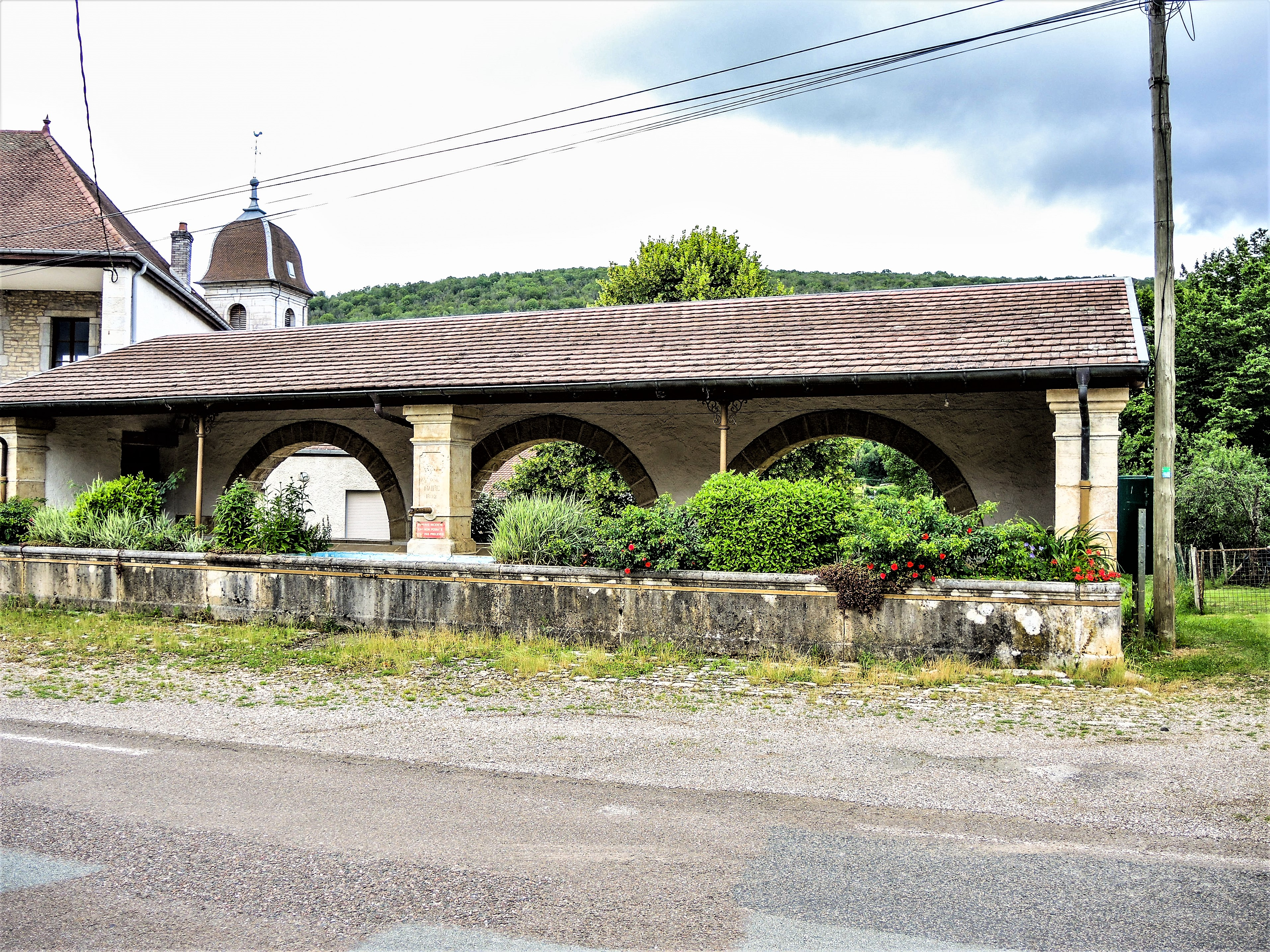
La fontaine-lavoir-abreuvoir.

## Personnalités liées à la commune
- Louis Bassenne (1858-1938), polytechnicien, général de brigade[11] pendant la Première Guerre mondiale.
- Florian Vigneront (1996-), footballeur à l’AS Bretonvillers, vainqueur de la FED Cup en 2015.